# Valkerij

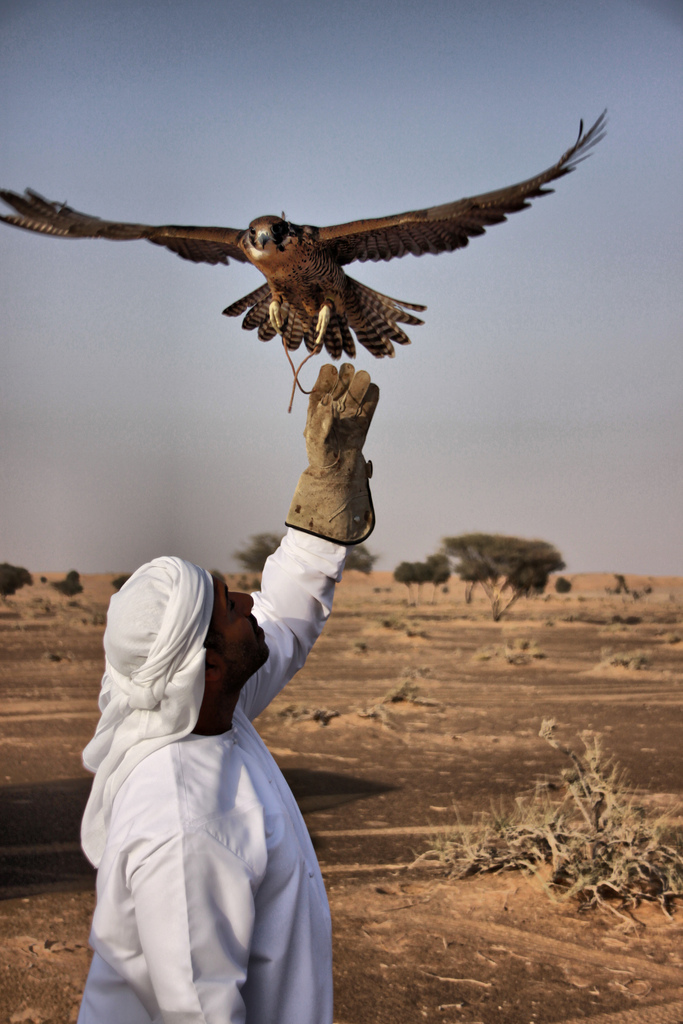
VAE, een valkenier in een woestijn

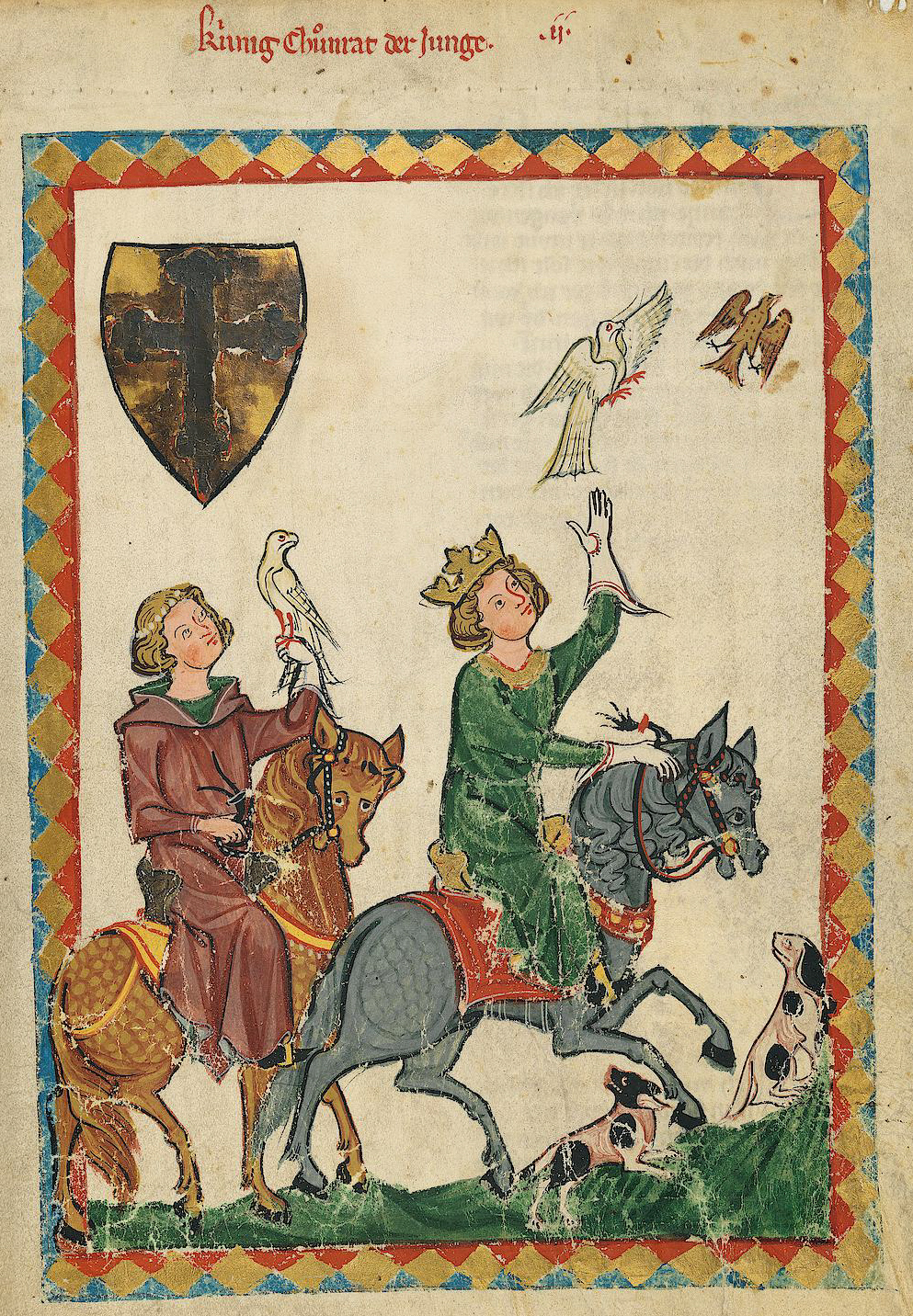
Konradijn von Hohenstaufen (1252–1268) tijdens de jacht (afbeelding uit de Codex Manesse)

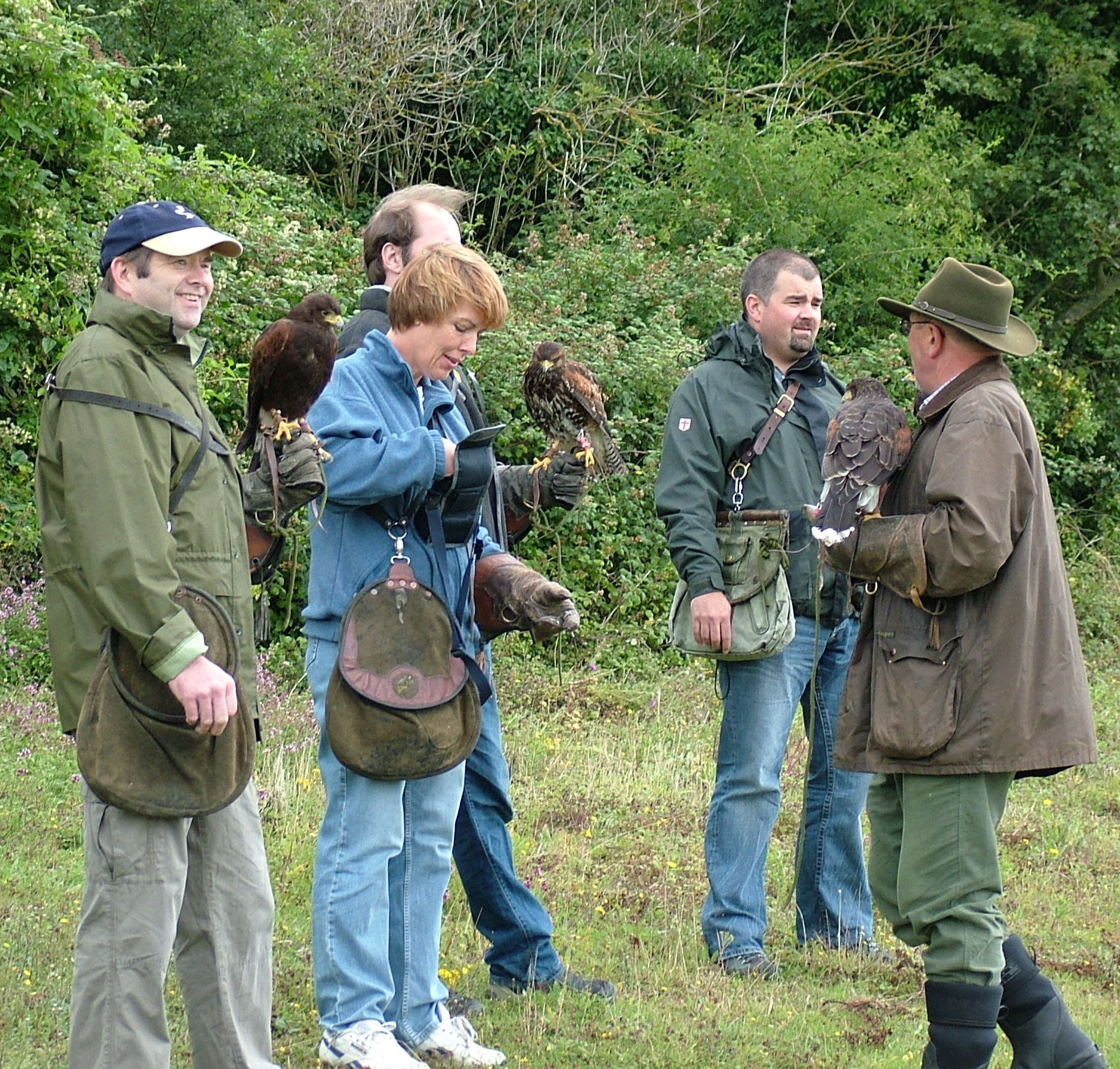
Een les in valkerij met woestijnbuizerds (Parabuteo unicinctus)

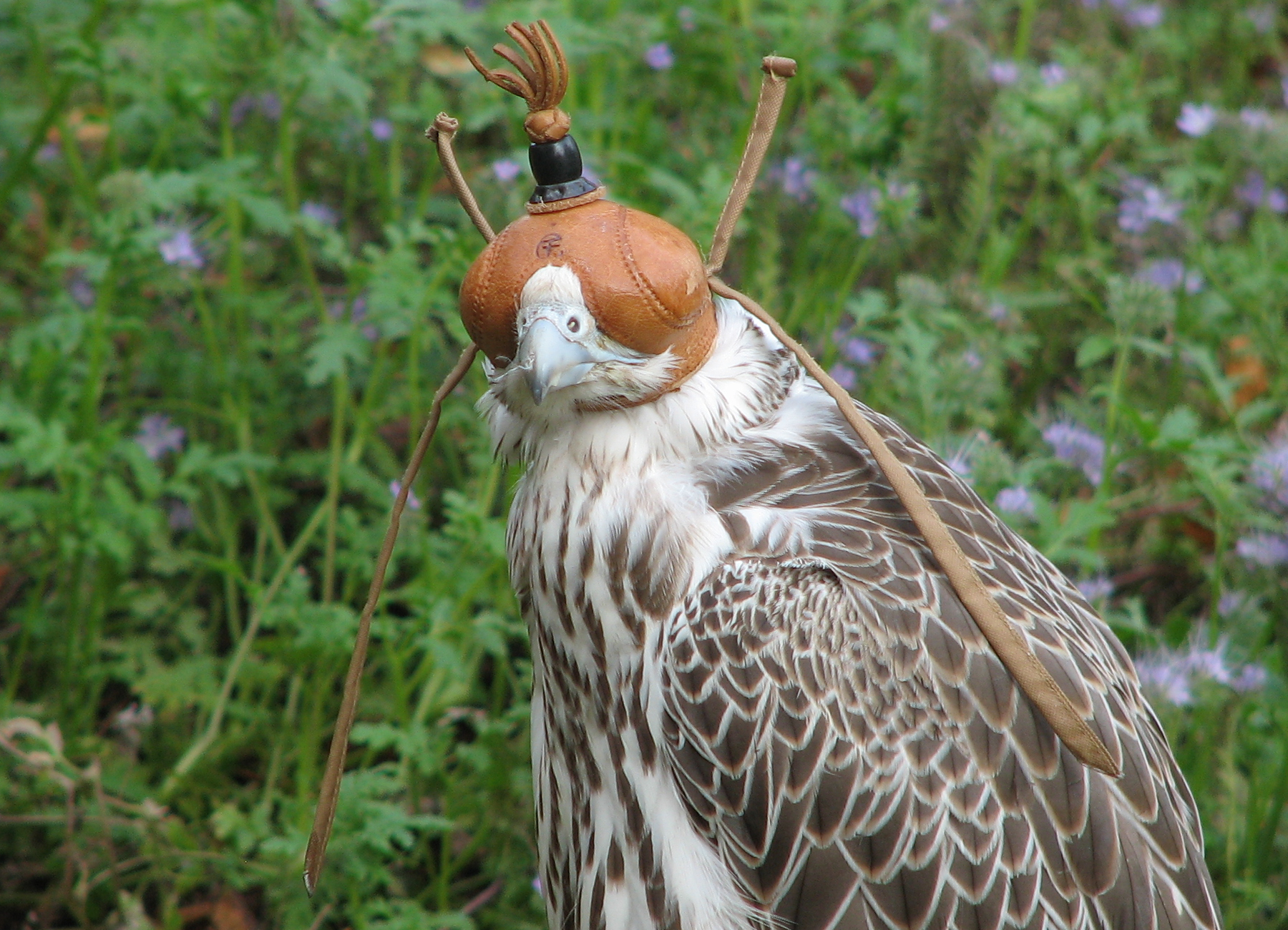
Valk met huif om hem rustig te houden

Valkerij is oorspronkelijk de kunst van het vangen en africhten van valken ten behoeve van de jacht. Valkerij is dan ook het jagen met getrainde roofvogels in een voor hen geschikt terrein op voor hen natuurlijke prooien.
Tegenwoordig heeft de valkerij een bescheiden omvang. Nog steeds worden valken afgericht voor de jacht, maar het is doorgaans meer hobby dan beroep. Naast jacht zijn er andere doelen, in het bijzonder recreatie (vogelshows) en verjaging/overlastbestrijding van bijvoorbeeld meeuwen. 
Iemand die de valkerij beoefent wordt een valkenier genoemd. Men is pas valkenier als men de kennis en ervaring heeft om een roofvogel zodanig te trainen, dat deze op conditie is en in staat is om prooien te bemachtigen.
Kritiek op de valkerij is er vanuit natuur- en dierenbeschermers.

## Soorten valkerij
De valkerij wordt onderscheiden in de "hoge vlucht" en de "lage vlucht". Bij de hoge vlucht wordt gejaagd met een hoog in de lucht, boven de valkenier, aanwachtende valk al dan niet in combinatie met een hond die het wild opspoort. Bij de lage vlucht vertrekt de jachtvogel vanaf de handschoen van de valkenier om zo een eventuele prooi door middel van een snelle achtervolgingsvlucht te binden.

## Geschiedenis
Reeds in de Oudheid werd de valkerij in het Midden-Oosten beoefend en nog steeds is dit een met passie beoefende sport in Dubai.
In de tijd van Karel de Grote (rond 800), die op het Valkhof in Nijmegen kwam, werd de valkerij op het grondgebied van het huidige Nederland bedreven.
Vooral aan keizerlijke en koninklijke hoven was het een belangrijk en prestigieus tijdverdrijf. Brabanders speelden een aanzienlijke rol in vangst en handel van de valken.
Keizer Frederik II, zelf een enthousiast valkenier, heeft in de 13e eeuw een standaardwerk over de valkenjacht geschreven: De Arte Venandi cum Avibus (Over de kunst van het jagen met vogels). De valkerij van Maria van Hongarije (1505-1558) was een van de meest gerenomeerde en leverde valken aan Europese hoven.
In de Lage Landen ontwikkelde de valkerij zich in Kempense Brabant, gelegen op de trekroute van de slechtvalk. In Arendonk zou al vanaf de 10e eeuw sprake zijn van valkenvangst. Vlak over de grens in Nederland ontwikkelde de valkerij zich in Valkenswaard, Leende en Leenderstrijp vanaf de 16e eeuw. In de 17e, 18e en 19e eeuw waren Valkenswaardse valkeniers werkzaam aan bijna alle Europese vorstenhoven, waar de valkenjacht een geliefd tijdverdrijf was.

## Teloorgang
Met de Franse Revolutie en de moderniseringen van de 19e eeuw kwam ook het einde van de valkerij. De laatste Valkenswaardse valkenier was Karel Mollen (1854-1935). De familie Mollen is wereldwijd bekend, onder andere vanwege de door hen ontwikkelde "Mollenhuif", een specifiek model valkenkapje dat tegenwoordig nog steeds gebruikt wordt.
Tegenwoordig wordt de valkerij vooral bedreven door mensen in hun vrije tijd. Maar beroepsvalkeniers worden steeds meer ingezet ter bestrijding van overlast van grote aantallen vogels, bijvoorbeeld op industrieterreinen. Ook geven zij roofvogeldemonstraties, roofvogel- en valkerijworkshops om zo het oude ambacht levend te houden.
Vaak worden de gebruikte valken voor de vlucht voorzien van een radiotelemetriezendertje, zodat zij op afstand terug te vinden zijn mochten ze verloren vliegen. Wanneer een valk niet hoeft te jagen wordt, tijdens het transport, zijn kop vaak afgedekt met een huif (een soort kapje), zodat hij rustig blijft zitten.
Op 5 januari 2023 werd de valkerij in Nederland ingeschreven bij de Unesco als immaterieel erfgoed.

## Valkenier worden en zijn in Nederland
Om zich valkenier te kunnen noemen, moet men echt jagen met de roofvogels (wat iets anders is dan een vogelshow). Voor het mogen jagen dient men in Nederland te beschikken over een valkeniersakte, volgens artikel 3.30 van de Wet natuurbescherming. In Nederland mag gejaagd worden met de slechtvalk en met de havik. Daarnaast mag de woestijnbuizerd ingezet worden voor de bestrijding van schade of ter voorkoming daarvan.
Om de valkeniersakte te verkrijgen dient er een schriftelijk theorie-examen te worden gedaan bij de Stichting jachtexamens. Ook dienen er twee stages van elk een jaar te worden doorlopen waarna een mondeling examen volgt, het jachtexamen (valkeniersexamen) bij diezelfde stichting.
In Nederland zijn er in 2023 circa 200 houders van een valkeniersakte in Nederland. Deze zijn grotendeels georganiseerd in verenigingsverband.
Nederland kent drie valkeniersverenigingen: het Nederlandse Valkeniersverbond "Adriaan Mollen" (1938), Equipage Jacoba van Beieren (1987) en Orde der Nederlandse Valkeniers (2000). De drie verenigingen worden gezamenlijk richting de overheid (wet en regelgeving en opleiding) vertegenwoordigd door het Nationaal Overlegorgaan Valkerij Nederland (NOVO).

## Internationale organisatie
De Nederlandse valkerij was een van de medeoprichters van de IAF, de International Association for Falconry and Conservation of Birds of Prey. Hierbij zijn 110 organisaties uit 90 landen aangesloten.

## Valkenvangst
In de Benelux werd vooral de slechtvalk gevangen. Grote valken als de geervalk (giervalk) werden gevangen in de Scandinavische landen en IJsland. In de Kempen bestond het gewoonterecht dat inhield dat de bewoners mochten jagen op klein wild en gevogelte buiten de vrije warande. Omdat de Leenderheide op de trekroute van de slechtvalk lag, en daar ook de voor de valkenvangst benodigde klapekster voorkwam, was dit gebied erg geschikt. Het vangen ging als volgt:
Op een stille plaats op de heide, liefst in de buurt van een moeras, werd de vangplaats of legge ingericht. Een ingegraven plaggenhut met een karrenwiel als zoldering, en voorzien van kijkgaten, camoufleerde de vanger. Dit was de tobhut. Op vijftig meter afstand van de tobhut stonden drie palen, de tobroeden. Op de eerste roede was een houten valk, de dove, bevestigd, die met een lijn in beweging kon worden gebracht. Op de tweede roede zat een tamme valk, de zege, en was tevens een bos veren bevestigd. Op de derde roede zat een tamme lokduif.
Op 90 meter van de tobhut waren vangnetten gespannen en een hokje met een tamme duif, maar een eindje verder was ook een hutje met daarin een tamme klapekster die aan een lijntje zat. Dit was het handwerk. De klapekster kon al vanaf grote afstand waarnemen dat er een roofvogel in aantocht was, vandaar de naam, die van verklappen komt. De klapekster reageert op elke soort anders, wat voor de vanger belangrijke informatie geeft.
Voor zonsondergang ging de valkenvanger naar de tobhut. Als er een valk in aantocht was sloeg de klapekster alarm en vluchtte in zijn hutje. De valkenvanger trok aan de lijn en tobde (bewoog) daarmee de dove. Hierdoor werd de wilde valk aangetrokken. Vervolgens werd de tamme valk met de veren omhooggetrokken, waardoor de wilde valk het idee had dat deze valk een prooi had geslagen. Als de wilde valk naderbij gekomen was, liet de vanger de tamme valk in de heide zakken, en trok aan de lijn waaraan de duif bevestigd is. De duif ging fladderen en de wilde valk trachtte de duif te vangen, maar deze zakte nu de heide in. De valk ging zoeken naar de duif en op een gegeven ogenblik trok dan de vanger de tamme duif uit het hutje. De valk stortte zich op de duif en werd, samen met deze, naar het slagnet getrokken en gevangen.
Als de valk gevangen was moest ze nog wennen aan de mens(zeeg maken) en afgericht worden (treinen).

## Toepassingen
Valkeniers worden in het eerste kwart van de eenentwintigste eeuw nog ingezet om de luchtvaart veiliger te maken, landbouwgebieden te beschermen tegen bovenmatige graaf- en vraatschade en de veiligheid op onder meer begraafplaatsen en vuilnisbelten.

## Kritiek
Er is in de loop van de tijd op verschillende aspecten van de valkerij kritiek geuit. Zo gingen vroeger bij het transport van giervalken vele vogels verloren. Het bestand van giervalken liep bovendien sterk terug door het vangen van dieren voor de valkerij. Ook verliep het trainen niet altijd zachtzinnig: dieren moesten soms hongeren en oogleden werden soms tijdelijk vastgenaaid om het trainen te vergemakkelijken. Recentere kritiek richt zich op het houden van dieren in gevangenschap en het verplaatsen van valken naar een veel warmer klimaat dan wat zij gewend zijn, bijvoorbeeld naar het Midden-Oosten. Door het kruisen en ontsnappen van valken vindt soms faunavervalsing plaats.

## Galerij

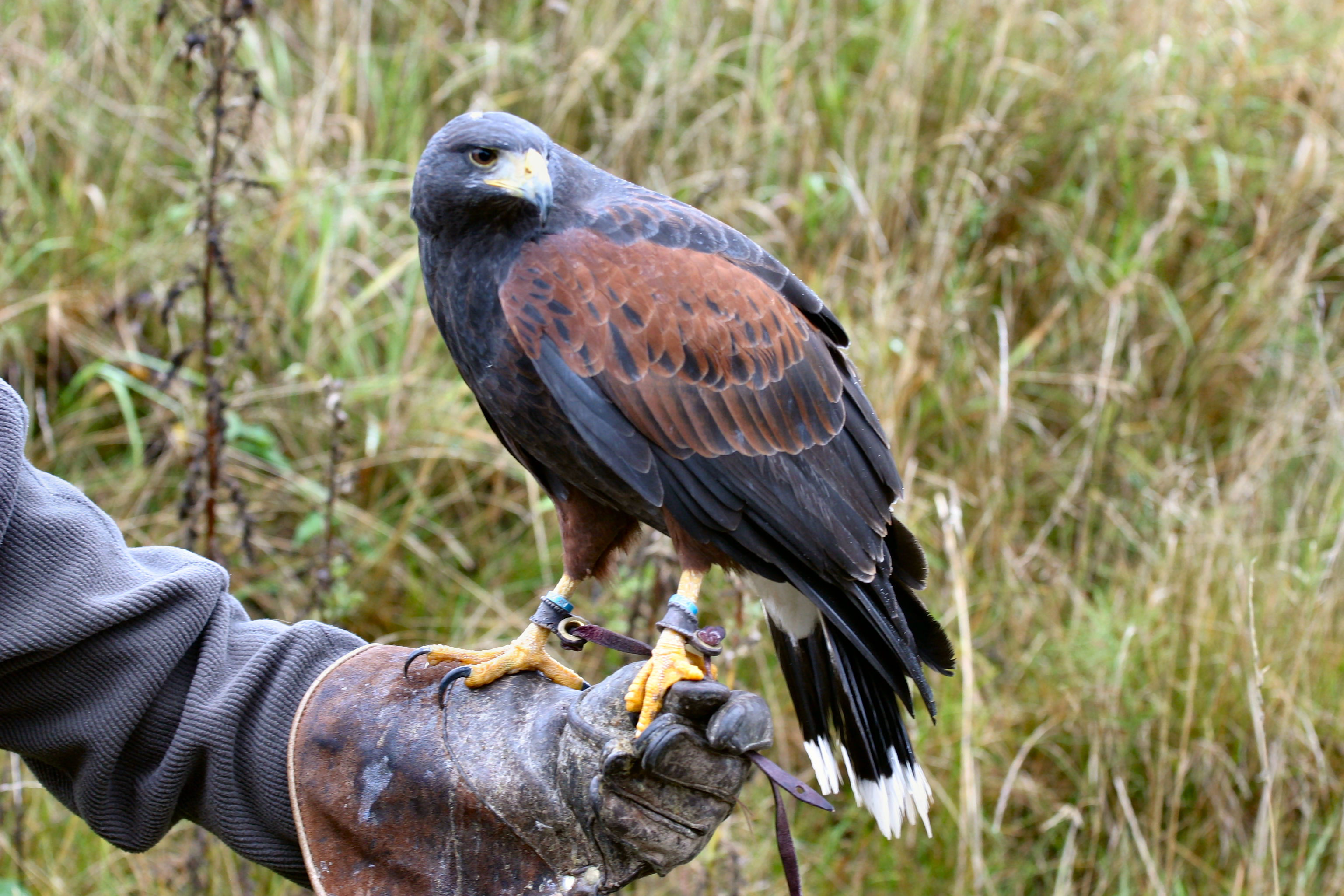
Een woestijnbuizerd, Parabuteo unicinctus
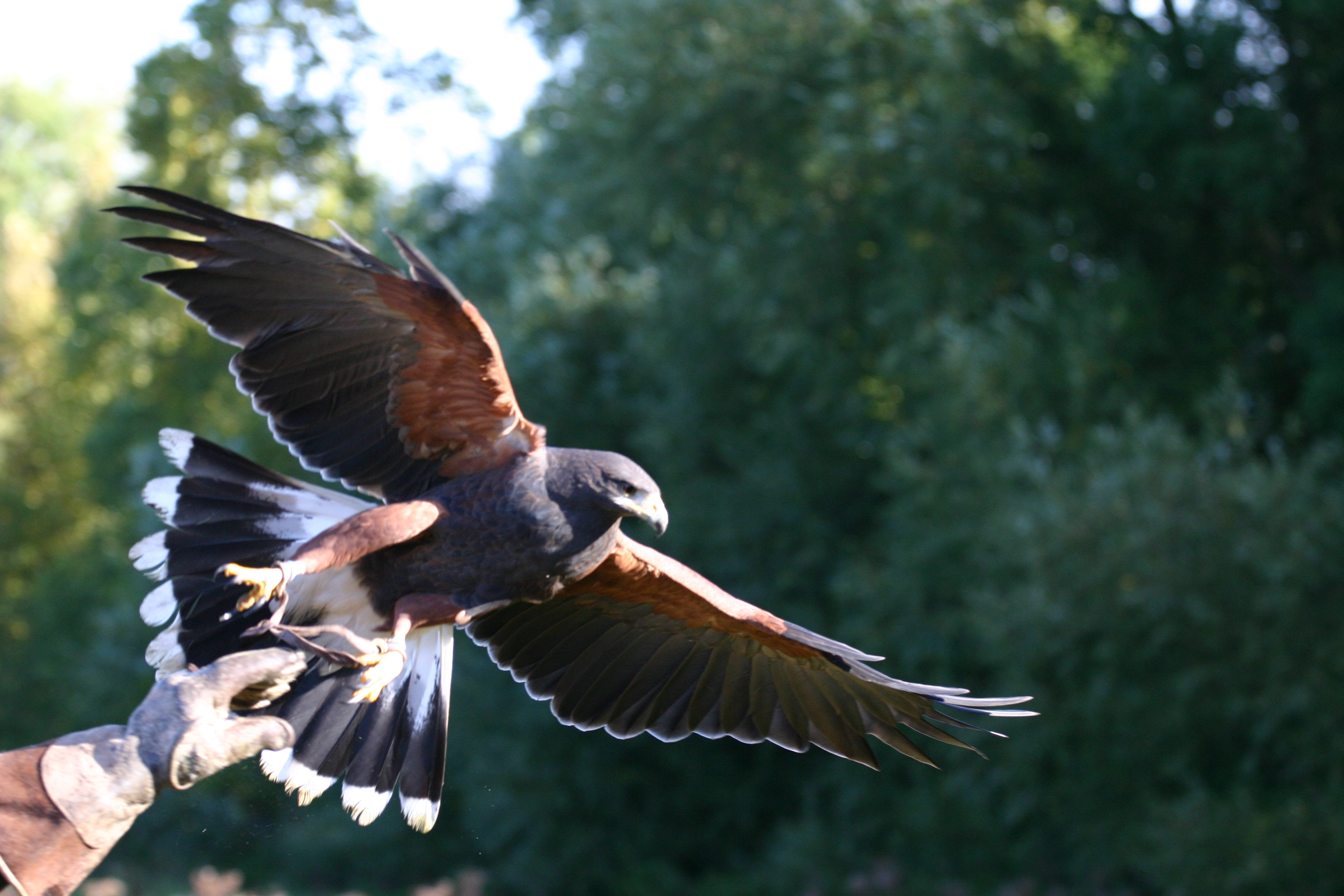
Start
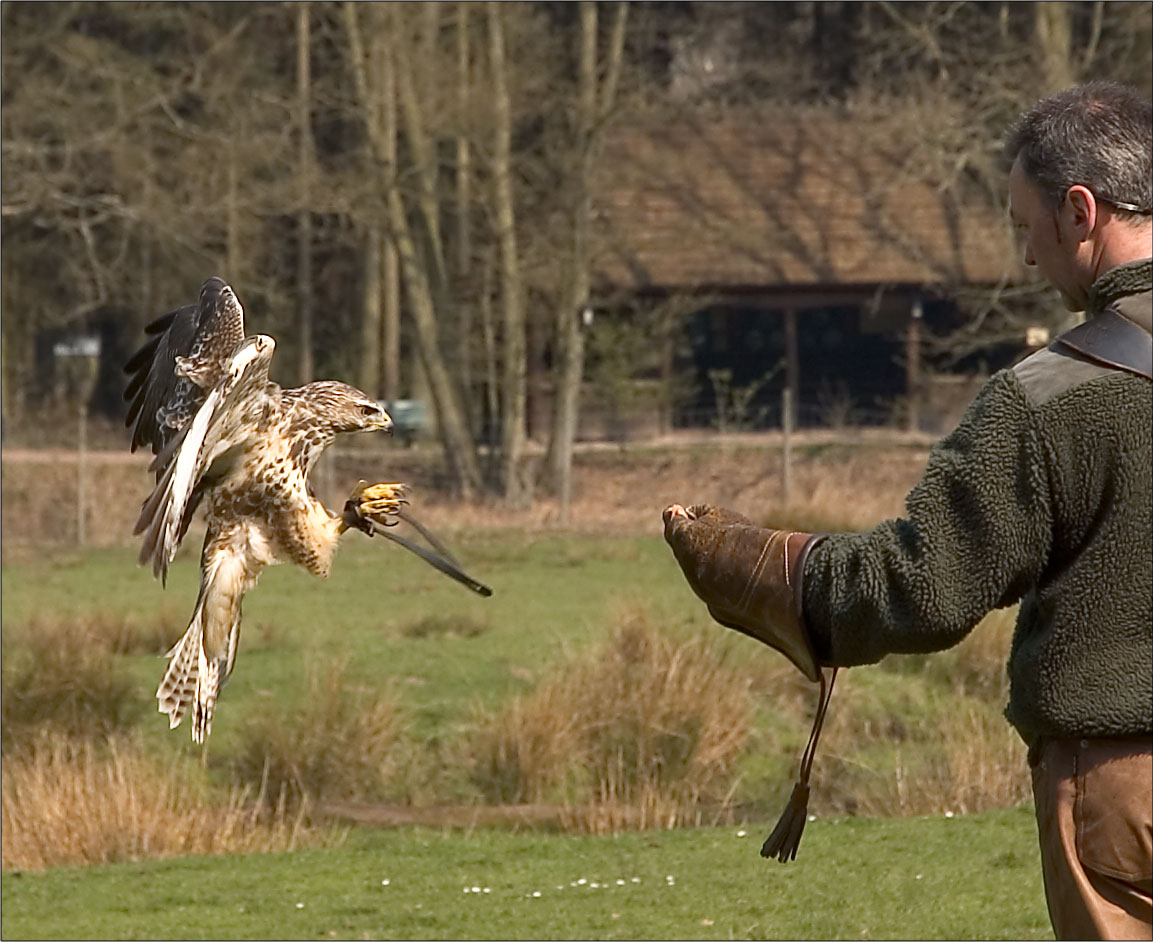
Landing
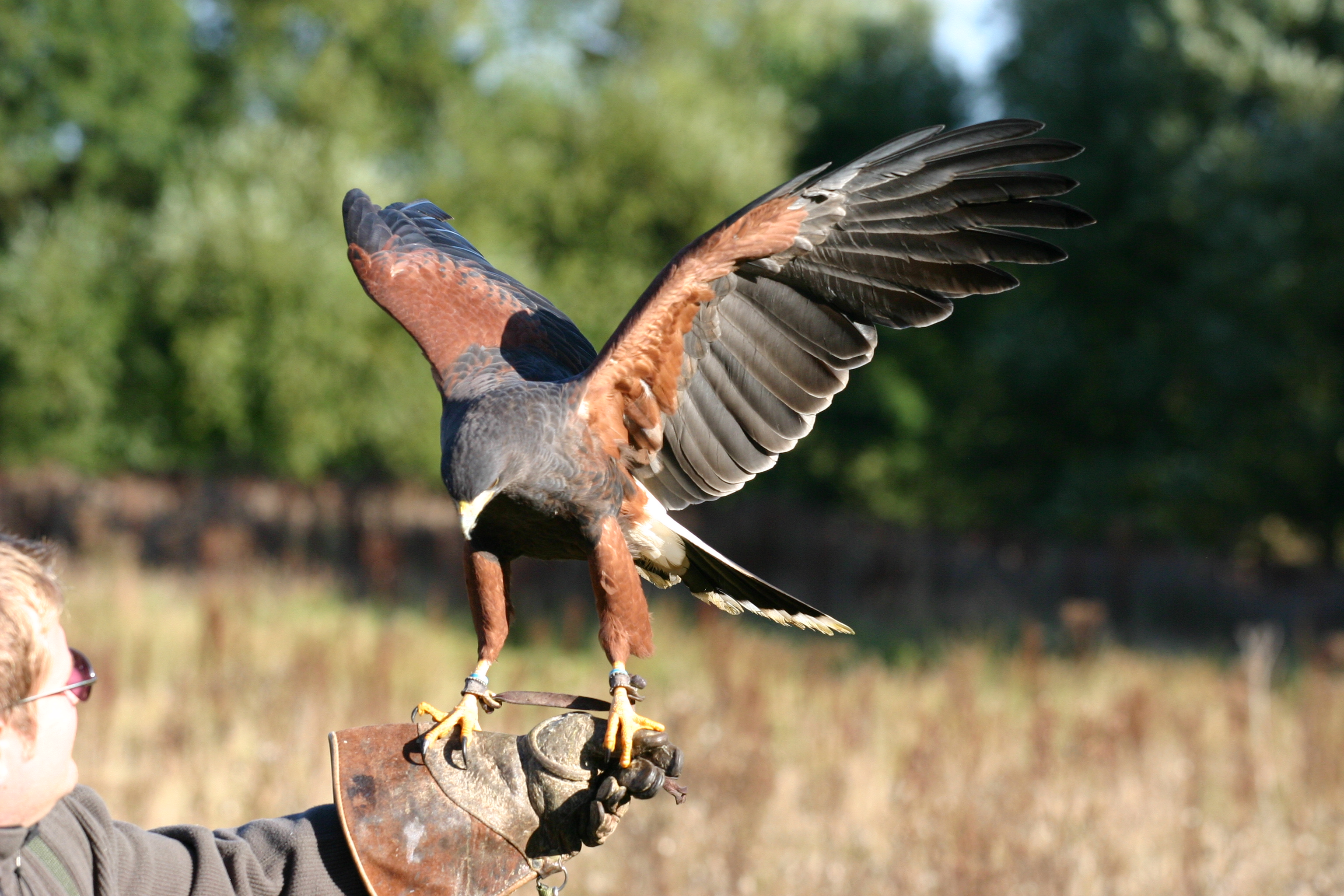
Aankomst
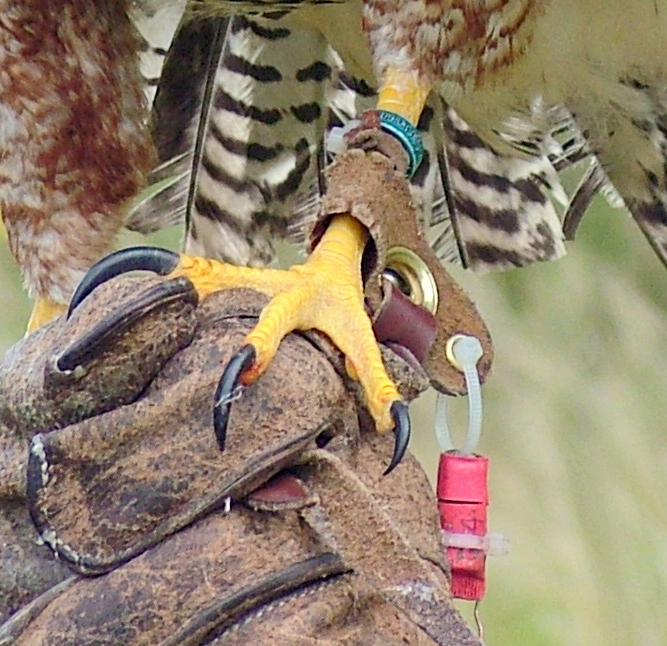
Een Woestijnbuizerd met zendertje
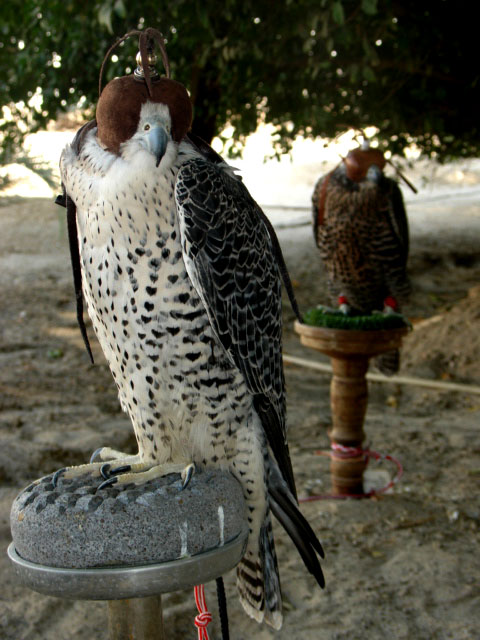
Valken in Dubai
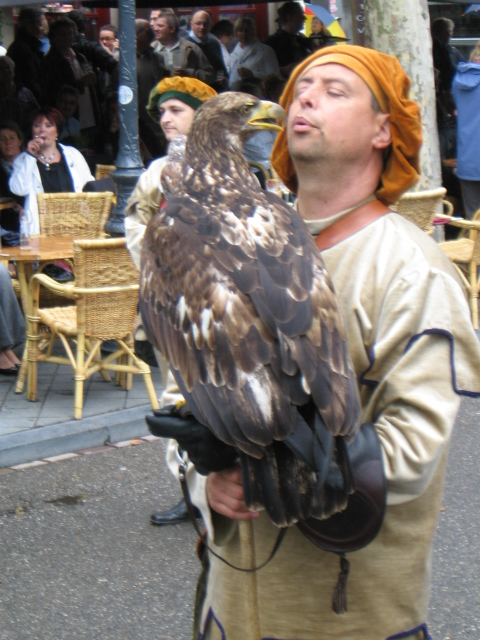
Valkenier met arend
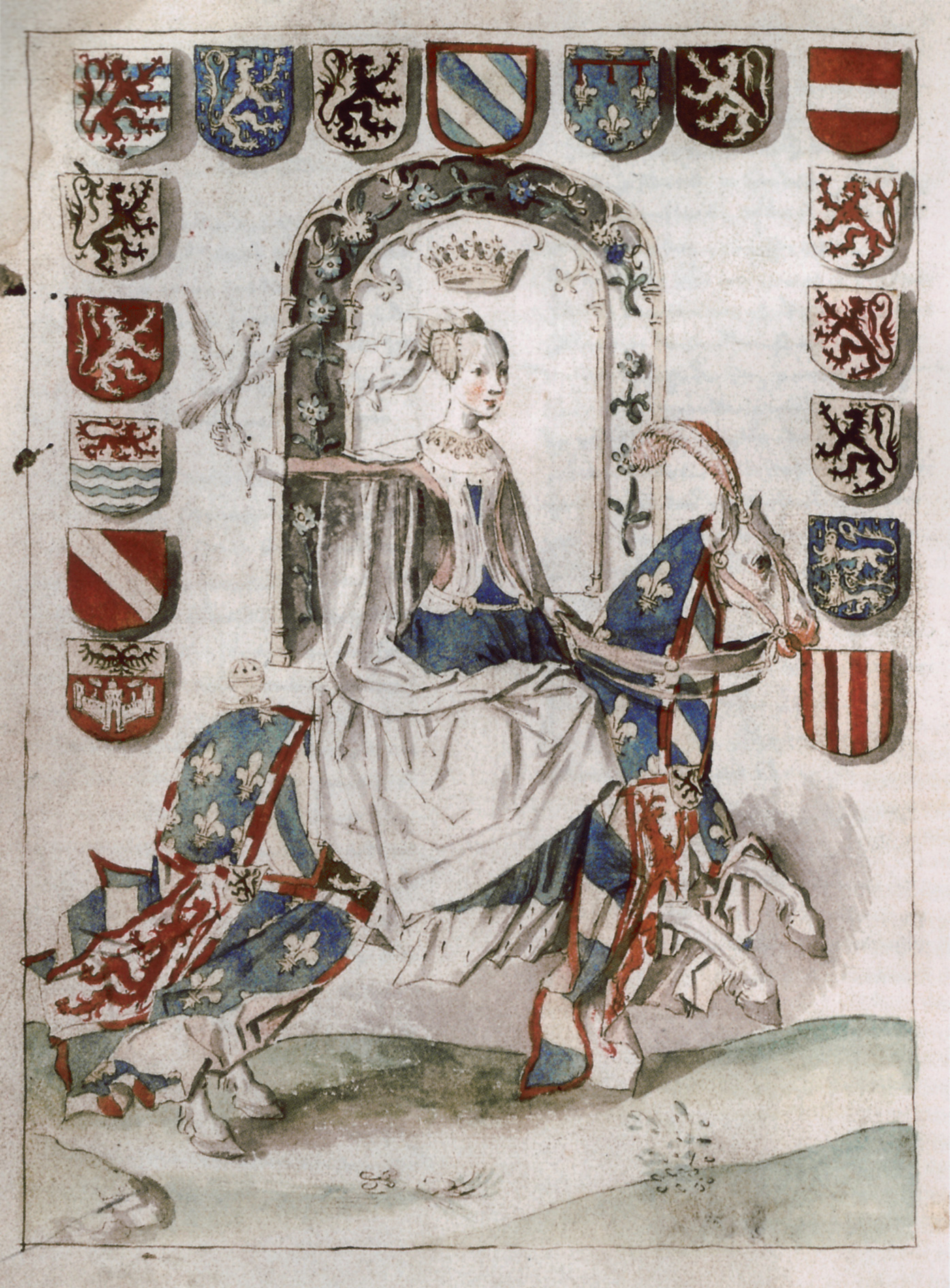
Maria Van Bourgondië afgebeeld met valk in de Cronycke van Vlaenderen.
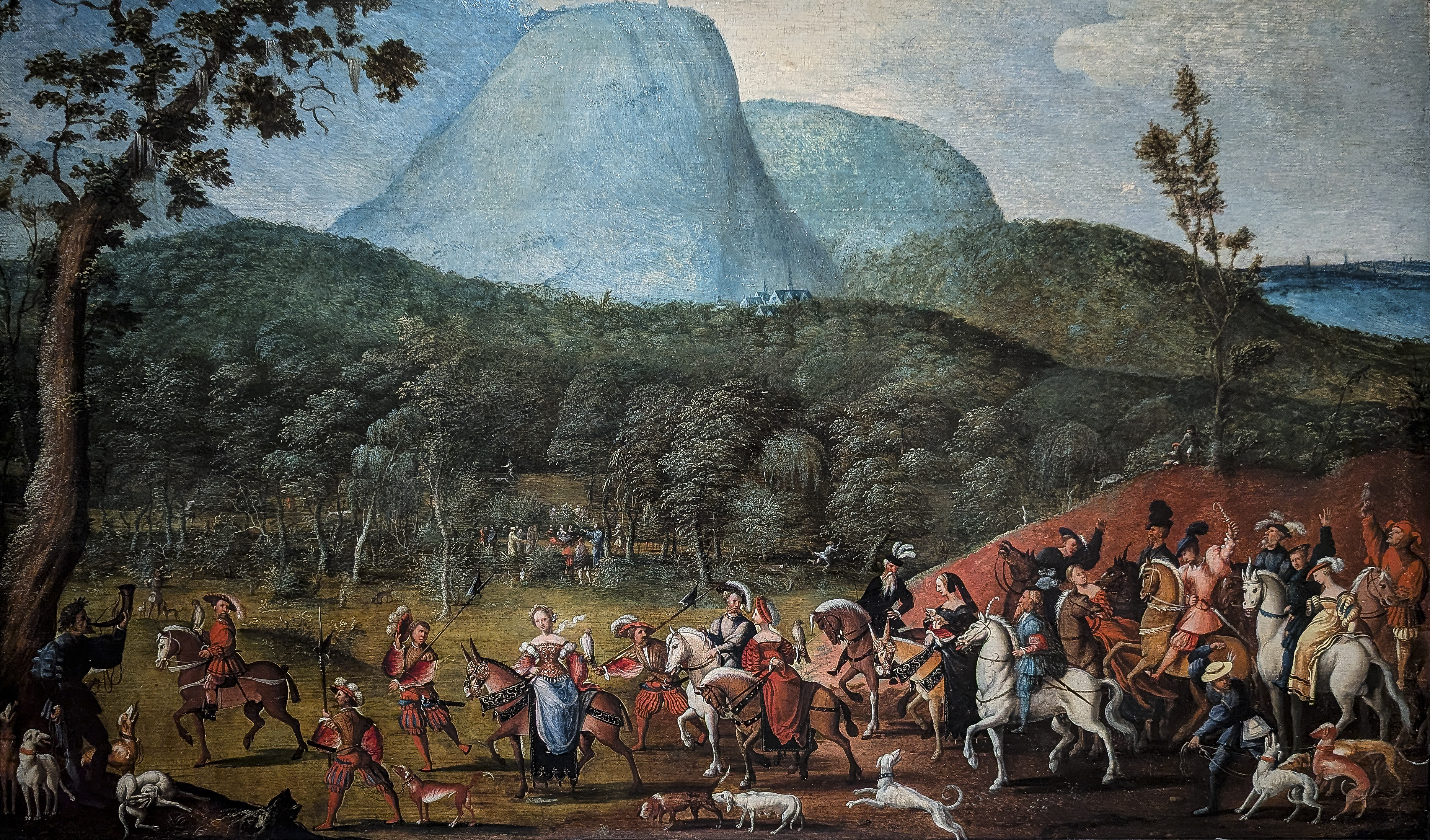
Valkenjacht in de 16e eeuw

## Begrippen uit de valkerij
Valkeniers hebben in de loop der eeuwen een eigen taalgebruik ontwikkeld. Onderstaande lijst geeft een overzicht van algemeen gebruikte valkerij-termen.

### A
AanleggenJachtvogel trainen op een bepaalde wildsoort.
AansprekenHet wild zien en bepalen of er gejaagd mag/kan worden en er dan de vogel opzetten
AanstekenZie "stiften"
AansteeknaaldNaald van metaal, glasvezel of bamboe, vaak driehoekig, die gebruik wordt om gebroken veren te herstellen.
AanwachtenWanneer een valk hoog boven de valkenier gaat vliegen en pas aanvalt in duikvlucht wanneer een prooi wordt opgejaagd.
AasHet vlees dat men een roofvogel te eten geeft.
AasnagelZie "Talon".
AfazenDe roofvogel de rest van het voedsel geven na een training of jacht.
AfdragenHet "tam" maken van roofvogels door ze veel te dragen.
AfstrijkenWegvliegen
AfvliegenProberen van de vuist of zitplaats weg te vliegen.
AppélDe snelheid waarmee een roofvogel komt als deze "teruggeroepen" wordt.
Aylmeri (Nederlands)schoentjes en kortveters (uitgevonden door majoor Guy Aylmer).
Aylmeri (Belgisch)manchet en schoentjes (uitgevonden door majoor Guy Aylmer).

### B
BaardDonkere streep van veren onder de ogen van een valk.
BalgImitatieprooi van haarwild. Bedoeld voor training en appel.
BekledenHet aanleggen van schoenen en bellen bij de vogel
BewitsLeren riempje om een bel mee aan de poten vast te maken.
BiddenHet ter plaatse blijven hangen in de lucht.
BindenGrijpen of vasthouden van een prooi, balg of loer tot op de grond.
BlaatvalkLannervalk / "Blauwe poot", meestal duidend op Geer- of Sakervalk
BloedpenNieuwe nog niet volgroeide veer waarbij er nog bloed in de schacht zit.
BlokRonde, verhoogde zitplaats voor roofvogels (meestal valken).
BoogZie: Sprengel
BraakbalHaar, veren, beentjes en ander onverteerbaar materiaal dat enige tijd na de maaltijd wordt uitgebraakt door de roofvogel.
BrauwenVoordat de huif gebruikt werd maakte men gaatjes in de oogleden die met een dun draadje dat onder of boven de kop werd vastgeknoopt konden worden gesloten
BreelIn de lengte doorsneden lederen riempje dat om de vleugel (elleboogsgewricht)van een onrustige valk wordt geschoven zodat deze de vleugels niet meer kan uitslaan.
BroekVeren bekleding aan de buitenzijde loopbeen. Functioneel bij afremmen van de vogel en ter verwarming bij opgetrokken poot.
BumblefootBacteriële infectie, meestal onder de klauw.

### C
CagieTraditioneel rechthoekig rek die gedragen kan worden om jachtvogels in het veld te vervoeren.
Casting jacket"Dwangbuis" voor roofvogels. Wordt gebruikt als er bepaalde handelingen aan de vogel moeten worden uitgevoerd.
Crèche-reared imprintRoofvogel die vanuit het ei met de hand zijn grootgebracht, maar met soortgenoten bijeen zaten. Deze vogels worden vaak laners.

### D
DekverenDe twee middelste staartveren.
DoorgangHet onder veerwild doorschieten en weer opstijgen van een valk.
DraalTwee aan elkaar bevestigde roestvrijstalen ringetjes die t.o.v. elkaar kunnen draaien. Aan de draal worden de riempjes en de langveter vastgemaakt.
Duale imprintRoofvogels die door pleegouders is grootgebracht. Er is sociale interactie met de kweker.
DuimvleugelAllereerste (erg korte) primaire vleugelveer. Geven extra lift geven bij lage vliegsnelheden.

### F
FittenHerstellen van gebroken veren
FretmerkenZie "Hongermerken".
FronsAandoening van keel en luchtpijp.

### G
GewelZie "Braakbal".

### H
HackenEen jonge roofvogel een tijdje loslaten in de natuur. Meestal wordt de vogel op een vaste plaats bijgevoerd.
HagertZie "Haggard".
HagardZie "Haggard"
HaggardWilde vogel die minstens een maal heeft gemuit in de natuur.
HakbordVoederplaats voor jonge roofvogels die een tijdje worden losgelaten in de natuur.
Handklauwen van de valk heten hand en die van de havik voet.
HavikierIemand die jaagt met een havikachtige
HeffenZwaar hijgen door benauwdheid.
Hoge vluchtJacht met een valk.
HongermerkenZwakke plekken in veren door tijdelijk stress zoals voedselgebrek.
HoogWeldoorvoed
HoogrekZitplaats voor roofvogels voor binnenshuis. Wordt meestal gebruikt in het begin van hun training.
HorstNest van een roofvogel.
HuifKapje voor over de kop van roofvogels. Dient om roofvogels rustig te houden.

### I
Imprint (100%)Roofvogel die met de hand is grootgebracht zonder contact met soortgenoten maar wel in sociale interactie met de kweker. Vaak vogels met schreeuwgedrag.

### J
JachtgewichtGewicht waarbij jachtvogels de beste "jachtspirit" hebben.

### K
KagieZie "Cagie".
KlapeksterGrauwe klauwier die gebruikt werd bij het invangen van de valken omdat deze vogel de tobbers waarschuwde als er een valk kwam aanvliegen
KnedenKnijpen met de klauwen om de prooi te doden
KropUitstulping van de slokdarm waarin het voedsel tijdens het eten wordt opgeslagen (uilen hebben geen krop).
KroppenZie "Volazen".
Krijtenzie "Lanen".
KringenIn cirkels omhoog vliegen.
LaagEen ondervoede jachtvogel.
Lage vluchtJacht met andere jachtvogels dan valken (b.v. havik, sperwer).
LanenSchreeuwen van roofvogels (meestal bij imprintvogels)
Lange lijnZie "Vlieglijn".
LangvederZie "Langveter".
LangveterStuk touw van plm. 1 meter waarmee roofvogels kunnen worden vastgezet.
LanneretMannelijke lannervalk.
Leg/LeggeVangplaats en installatie om roofvogels te vangen.
LoerImitatieprooi van veerwild. Bedoeld voor training en appel.
LoerenRoofvogels lokken met behulp van een loer.
LossenHet van de vuist laten afvliegen van de jachtvogel.
LosgooienZie "Lossen".
LoswerpenZie "Lossen".

### M
MaagsteentjesKleine ronde kiezelsteentjes die worden ingeslikt om de vertering te helpen.
MalieZie "Hongermerken"
ManchettenBelgische benaming voor de brede leren riempjes rond de poten van roofvogels. (Nederlandse benaming: "Schoentjes").
MantelenHet met de vleugels afschermen van voedsel en prooi.
MilaanWouw.
MuitenRuien.
MuithuisVertrek waarin jachtvogels tijdens de muit worden geplaatst.
MusketMannelijke sperwer.
MuytervalkValk die voor de eerste keer heeft gemuit in gevangenschap.

### N
NestlingJonge vogel, als kuiken uit het nest genomen.

### O
OpstotenHet opjagen van prooi uit zijn schuilplaats.
OpsteilenStijgen
OptuigenVogel voorzien van alle tuigage.
OpvoederenZie "Afazen".

### P
PassagierDoortrekkende valk tijdens de migratie.
PenVeer
PluimZie "Pen".
PluimenPoetsen van de veren door een vogel.
PrimairenPrimaire vleugelveren. Uiterste veren aan de vleugel.

### R
ReushuifHuif met een grote opening waardoor de vogel zijn braakbal kwijt kan.
RivierenHet zigzaggend afzoeken van het terrein naar wild door een jachthond.
RuivenZie "Muiten"
Rode valk/havikValk of havik in jeugdkleed.
RoerZie "Loer".
RoestenRusten van een roofvogel in staande houding.
RuivenZie "Muiten".

### S
SakreetMannelijke sakervalk.
Schoeneneen roofvogel slaat zijn klauwen in de prooi.
Schoentjes (Nederlands)Brede leren riempjes om de poten van roofvogels (Belgische benaming hiervoor is: "Manchet").
Schoentjes (Belgisch)Korte riempjes aan de poten van roofvogels (Nederlandse naam hiervoor is: "Kortveter").
SchuddenDe veren lichtjes opheffen en uitschudden.
SecundairenSecundaire vleugelveren. Liggen naast de primaire veren. Grootste deel van de vleugel.
SlaanEen prooi "slaan" zonder deze te vangen. / Het vangen en doden van een prooi door jachtvogels.
SlippenEen vogel bij de jacht van de hand lossen.
SmeltselOntlasting van een roofvogel.
Sociale imprintzie Imprint (100%)
SokValkenzak voor pas gevangen roofvogels.
SpitshuisAfdak waaronder een roofvogel wordt vastgemaakt; meestal een omgekeerde "V".
SprengelZie "Sprenkel".
SprenkelBoogvormige zitplaats voor roofvogels.
StaartbeschermerBeschermer die m.n. bij havikachtigen om de staartveren wordt gedaan om veerbreuk te voorkomen.
SteekhuifEen huif met speciaal treksysteem, vaak gebruikt voor een reushuif.
StiftenHerstellen van afgebroken veren.
StotenZie "Slaan".

### T
TableauHet gejaagde wild aan het eind van een jachtdag volgens vast ritueel uitgelegd.
TakkelingEen jonge vogel die het nest heeft verlaten maar nog wordt gevoerd door de ouders.
TalekenZie "Tarsel".
TalonAchterste teen van een roofvogel.
TarselMannelijke roofvogel. De naam is afgeleid van het Franse "tierce" (1/3) omdat mannelijke roofvogels vaak 1/3 lichter zijn dan vrouwelijke roofvogels.
TertselZie "Tarsel".
TobbenVangen van valken met slagnetten vanuit de "tobhut".
TobhutHut van waaruit de valkenvanger aan de lijnen van het slagnet kan trekken.
TrackenEigenhandig opjagen of losmaken van het wild.
TreinenTrainen van jachtvogels.
TrossenWegvliegen met een prooi, balg of loer.

### U
UitgemuitVoltooide muit.

### V
ValkenierEen jager die een afgerichte jachtvogel gebruikt om te wild te vangen (niet per se hetzelfde als "roofvogeltrainer").
ValkentandVerharding in de kromming van de snavel bij valken waarmee vaak de halswervels van de prooi worden doorgebeten.
ValkerijHet voor de jacht trainen van en het jagen met roofvogels.
ValksorValk in zijn eerste verenkleed.
VangklauwZie "Talon".
VederspelZie “valkerij”.
VingerTeen van een roofvogel.
VlieggewichtOptimaal gewicht waarbij roofvogels een goed appel hebben.
VlieglijnLang touw waaraan roofvogels worden gevlogen tijdens het begin van de training.
VluchtbedrijfZie “valkerij”.
VoedselimprintRoofvogel die met de hand zijn grootgebracht zonder contact met soortgenoten en zonder sociale interactie met de kweker. Sterke neiging tot lanen, mantelen, agressie en prooi wegdragen.
VolgewichtGewicht van een roofvogel nadat deze zich heeft volgegeten.
VolazenDe roofvogel zich laten vol eten.
VoorlaatEen doorgaans levende prooi die door de valkenier voor de jachtvogels wordt losgelaten om deze het jagen te leren. In Nederland bij wet verboden.:
VuistvogelOf handvogel. Jachtvogel die vanaf de vuist gevlogen wordt en uit zichzelf terugkeert. Staat tegenover de loervogel, die met vlees moet worden gelokt.

### W
WashuidDe naakte huid rond de bek waarin de neusgaten liggen.
WeidespelZie “valkerij”.
WerpriemLederen riempje aan de schoen (manchet) vaak zonder slit waardoor de roofvogel niet aan b.v. takken blijft hangen.
WijfVrouwelijke roofvogel
WildvangJonge vogel in het wild gevangen voor de eerste muit.

### Y
Yarak"Jachtspirit" (Oosterse term).

### Z
Zeeg makenHet "tam" maken van een roofvogel.
ZwemenValk die zich laat afdrijven, in de termiek gaat vliegen.
ZwemmenZie "Bidden"